# Deborah Allanová
Deborah „Debbie“ Allanová (* 21. července 1975 Farnborough, Spojené království) je bývalá reprezentantka Spojeného království v judu.

## Sportovní kariéra
Judu se věnovala vrcholově v Camberley pod vedením Marka Earla. V roce 1996 se ještě do britského olympijského týmu nedostala, ale v roce 2000 na olympijských hrách v Sydney patřila k favoritkám na medaili. Jenže jejím největším problémem byla váha. Při své normální váze přes 60 kg hubla do pololehké váhy do 52 kg. Pro tuto váhu se rozhodla s trenéry v roce 1999, ale jen obtížně do ní shazovala. Před olympijským vážením měla 400g nadváhu, nepomohlo ani ostříhání copu. Scházelo jí pouhých 100g a nebyla do olympijského turnaje puštěna. Tento incident měl pokračování, když dostala půroční zákaz startu za nedodržení životosprávy. V lednu 2001 jí byl po odvolání trest zrušen, ale do své dřívější formy se již nedostala.

## Výsledky
| Turnaj             | 1991                 | 1992                 | 1993                 | 1994                 | 1995                 | 1996                 | 1997                 | 1998                 | 1999                 | 2000                 |
| Turnaj             | 16                   | 17                   | 18                   | 19                   | 20                   | 21                   | 22                   | 23                   | 24                   | 25                   |
| Turnaj             | pololehká/lehká váha | pololehká/lehká váha | pololehká/lehká váha | pololehká/lehká váha | pololehká/lehká váha | pololehká/lehká váha | pololehká/lehká váha | pololehká/lehká váha | pololehká/lehká váha | pololehká/lehká váha |
| ------------------ | -------------------- | -------------------- | -------------------- | -------------------- | -------------------- | -------------------- | -------------------- | -------------------- | -------------------- | -------------------- |
| Olympijské hry     |                      | —                    |                      |                      |                      | —                    |                      |                      |                      | dns                  |
| Mistrovství světa  | —                    |                      | —                    |                      | —                    |                      | 5.                   |                      | 7.                   |                      |
| Mistrovství Evropy | —                    | —                    | —                    | 3.                   | —                    | —                    | —                    | 2.                   | 1.                   | —                    |
| ME juniorů         | 3.                   | ?                    | 3.                   |                      |                      |                      |                      |                      |                      |                      |